# Jared Spurgeon
Jared Spurgeon, född 29 november 1989, är en kanadensisk professionell ishockeyspelare som spelar för Minnesota Wild i NHL.
Han draftades i sjätte rundan i 2008 års draft av New York Islanders som 156:e spelare totalt.